# علم بليز

علم الحاكم العام لبليز منذ عام 1981

أعتمد علم بليز في 21 أيلول - سبتمبر من سنة 1981.